# Strathisla
Strathisla (schottisch-gälisch Srath Ìle) ist eine Whisky-Destillerie in Keith, Speyside, Schottland. Sie ist seit 1995 im Besitz von Chivas Brothers Ltd. für Pernod Ricard, Frankreich. Die 1786 gegründete Destillerie ist die älteste in Betrieb befindliche der Speyside. Der Name leitet sich vom Fluss Isla ab, der nahe der Brennerei vorbeifließt. Sie liegt am schottischen Whisky Trail und ist von März bis Oktober für Besucher geöffnet. Sie gehört zu den kleineren Brennereien am Whisky Trail und hat eine Fertigungskapazität von 2.400.000 Litern/Jahr. Die Brennereigebäude sind in den schottischen Denkmallisten in die höchste Kategorie A einsortiert.

## Geschichte
Im Jahre 1786 gründen George Taylor und Alexander Milne die heutige Destillerie unter dem Namen Milltown oder Milton, die 1830 von William Longmore übernommen wurde. In den 1870er Jahren wurde sie in Strathisla umbenannt. Rund sechs Jahre später brach ein Feuer aus und beschädigte große Teile der Brennerei. Diese wurde 1890 in Milton umbenannt.
George Jay Pomeroy, Besitzer der Destillerie im Jahre 1949, musste wegen Steuerhinterziehung ins Gefängnis und brachte damit die Existenz der Brennerei in Gefahr. Die Firma Chivas Brothers Ltd. übernahm nach einer Versteigerung die Destillerie und nannte sie wieder Strathisla. 1965 wurden zu den zwei Brennblasen zwei weitere hinzugefügt.
1995 erfolgte die Übernahme durch den Konzern Pernod Ricard.

## Produktion

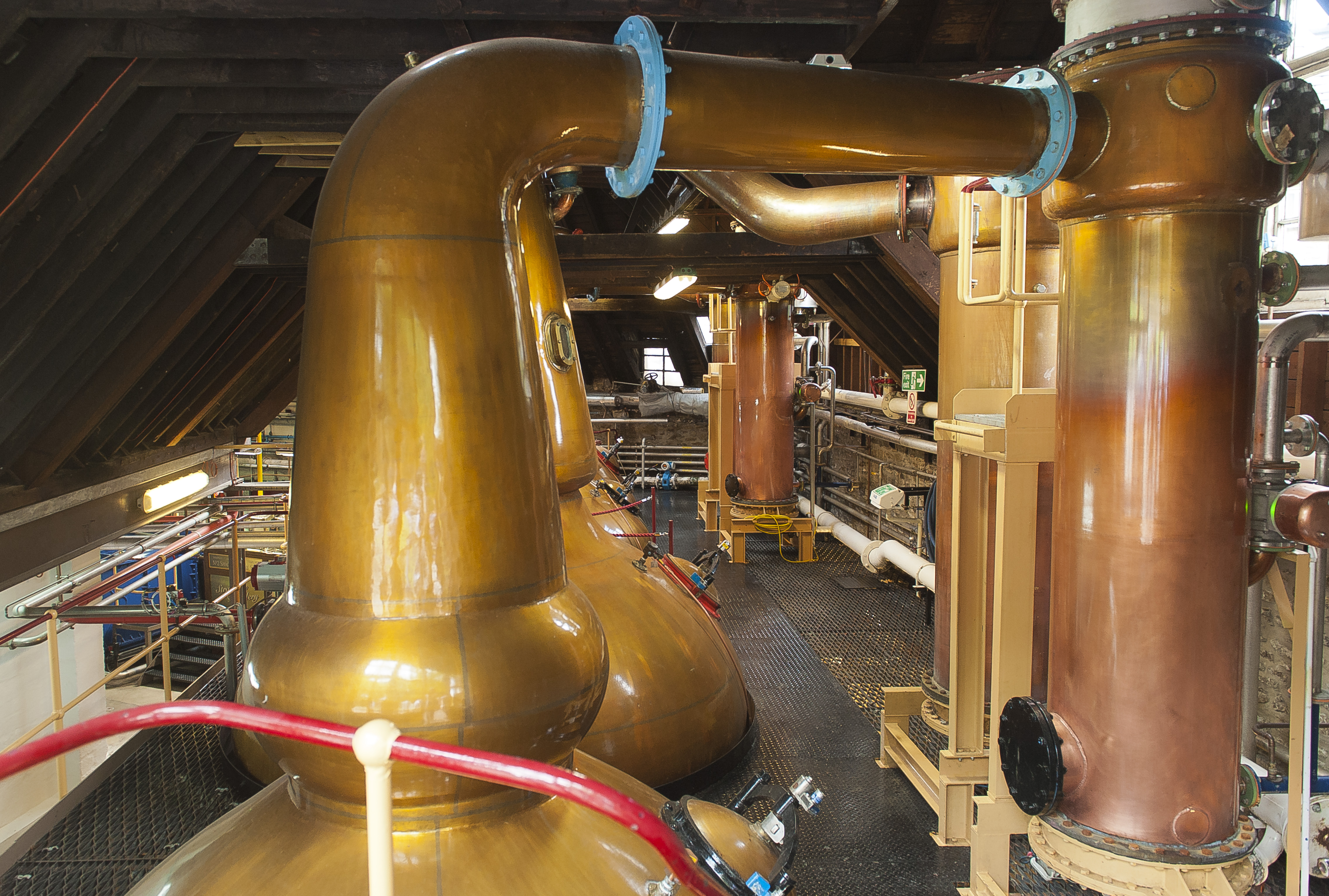
Stills

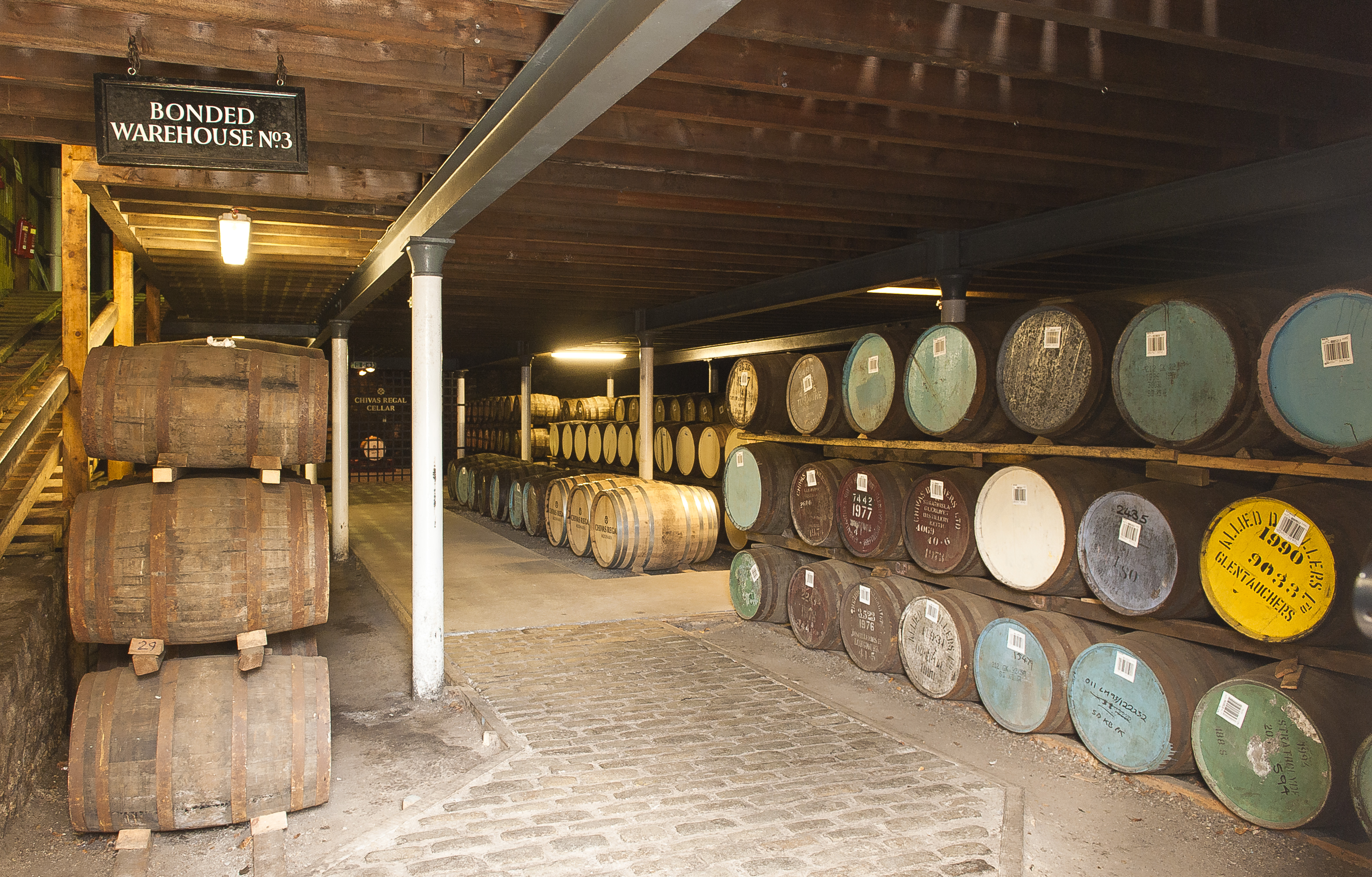
Fasslager

Das Wasser entstammt der Broomhill Spring in der Nähe der Destillerie. Die Brennerei verfügt über einen Maischbottich (4,84 Tonnen) aus Edelstahl und elf Gärbottiche (je 24.500 Liter) aus Douglasienholz. Gebrannt wird der Whisky in zwei wash stills mit jeweils nachgeschalteter spirit still. Für die Lagerung werden Sherry- und Bourbon-Fässer benutzt. 

## Produkte
- Ein Single Malt, der zwölf Jahre gereift ist, ist Hauptprodukt der Destillerie. Es gibt diesen auch in Reifestufen von 8, 18 und 21 Jahren.
- Mehrere Sonderabfüllungen, die zum Teil nicht durch die Destillerie direkt erfolgen, zum Beispiel der 25 Jahre alte Strathisla, der von Gordon & MacPhail abgefüllt wird.
- Ein Blend namens Chivas Regal, der einen weiteren Großteil der Produktion ausmacht.

## Trivia
Am 15. Juni 1993 wurde bei einer Lieferung von Bourbon-Fässern aus Kentucky eine schwarz-weiße Katze gefunden. Sie wurde auf den Namen Dizzy getauft, da sie nach dem Öffnen des Transportcontainers an die frische Luft torkelte. Ursache hierfür waren vermutlich die Unterernährung nach der vierwöchigen Reise und nicht zuletzt die Bourbondämpfe, die den Fässern entwichen. Nach sechsmonatiger Quarantäne wurde Dizzy als Mäusefänger bei Chivas Brothers eingestellt.